# Porphyrinia bifasciata
Porphyrinia bifasciata är en fjärilsart som beskrevs av Moore 1881. Porphyrinia bifasciata ingår i släktet Porphyrinia och familjen nattflyn. Inga underarter finns listade i Catalogue of Life.